# Mexikansk and
Mexikansk and (Anas diazi) är en fågel i familjen änder inom ordningen andfåglar.

## Utseende
Mexikansk and är liksom fläckanden nära släkting till gräsanden, men saknar utmärkande handräkt. Båda skiljer sig vidare från gräsanden genom avsaknad av eller smalare vit bård på vingspegelns nederdel samt grönblå snarare än purpurblå vingspegel. Jämfört med mexikansk and är fläckanden i genomsnitt något större (53–58 cm i kroppslängd istället för 51–56 cm), har mer enfärgat beige ansikte med ljusare hjässa, en tydlig svart fläck vid näbbroten, helt avsaknad av vit bård vid vingspegeln och mer blekgul näbb.

## Utbredning och systematik
Mexikansk and förekommer från södra Texas, New Mexico och Arizona söderut till centrala Mexiko. Tidigare behandlades den som underart till gräsanden på grund av omfattande hybridisering och vissa gör det fortfarande. Efter DNA-studier som visar att diazi står närmare fläckand och svartand än gräsand urskiljs den dock allt oftare som egen art. Vissa behandlar den dock istället som underart till fläckand (A. fulvigula).

## Status
IUCN erkänner den inte som art, varför den inte placeras i någon hotkategori.

## Namn
Fågelns vetenskapliga artnamn hedrar Augustín Díaz (1829-1893), mexikansk militäringenjör, geograf och upptäcktsresande.